# Hjo
Hjo è una città della Svezia, capoluogo del comune omonimo, nella contea di Västra Götaland. Ha una popolazione di 6.075 abitanti.